# Belasica
Belasica (makedonsk og bulgarsk:  Беласица ?, også translit. Belasitsa eller Belasitza, osmannisk tyrkisk: بلش tyrkisk: Beleş), Belles (græsk: Μπέλλες, Bélles) eller Kerkini ( græsk: Κερκίνη, Kerkíni;), er en bjergkæde i regionen Makedonien i Sydøsteuropa, som deles af det nordøstlige Grækenland (ca. 45%), det sydøstlige Nordmakedonien (35%) og det sydvestlige Bulgarien (20%).

## Geografi
Bjergkæden er forkastnings-blok bjerg omkring 60 km lang og 7-9 km bred og ligger lige nordøst for Dojran-søen. Det højeste punkt er Radomir (Kalabaka) på 2.031 m, med en højde på ellers mellem 300 og 1900 m over havets overflade. Grænserne for alle tre lande mødes vedtoppen af bjerget Tumba. Klimaet i området viser stærk middelhavspåvirkning.
Belasica-området blev en euroregion i 2003. To fodboldhold er opkaldt efter bjergkæden, PFC Belasitsa fra den nærliggende bulgarske by Petrich og FC Belasica fra Strumica i Nordmakedonien.

## Historie
Siden oldtiden refererer grækerne til området som Ὄρβηλος (moderne græsk: ˈor.vi.los, oldgræsk: ˈor.bɛː.los). Ifølge de gamle forfattere var det en bjergkæde i grænseområdet mellem Thrakien og Makedonien. Det er generelt sidestillet i dag med det moderne Belasica. Navnet Órbēlos er sandsynligvis afledt af det gamle thrakiske/paioniske toponym for bjerget, som betyder "skinnende bjerg", fra belos - "flammende" eller "skinnende", og eller - "bjerg". Det var kendt for sin Dionysos-kult.
Området er også særligt berømt for slaget ved Kleidion i 1014, som viste sig at være afgørende for det første bulgarske riges fald.

## Fotogalleri
- Udsigt langs hovedkammen
- Et af mange ødelagte vagttårne på den bulgarske side af højderyggen.
- Smolarevandfaldet på Belasica i Nordmakedonien
- Udsigt over Belasica-bjergkæden fra Kerkinisøen
- Udsigt over Belasica fra den græske side om vinteren.